# Gervais Rousseau
Pour les articles homonymes, voir Rousseau.
Gervais Rousseau est un homme politique français né le 5 juillet 1822 à Felletin (Creuse) et décédé à 29 avril 1900 à Guéret (Creuse)

## Biographie
Agriculteur, il est conseiller municipal et conseiller d'arrondissement en 1862, conseiller général en 1869 et sénateur de la Creuse de 1896 à 1900, inscrit au groupe de la Gauche démocratique.

## Sources
- Ressource relative à la vie publique :   - Sénat
- « Gervais Rousseau », dans le Dictionnaire des parlementaires français (1889-1940), sous la direction de Jean Jolly, PUF, 1960 [détail de l’édition]